# Les Sept Merveilles du monde (film)
 (mai 2017).
Si vous disposez d'ouvrages ou d'articles de référence ou si vous connaissez des sites web de qualité traitant du thème abordé ici, merci de compléter l'article en donnant les références utiles à sa vérifiabilité et en les liant à la section « Notes et références ».
Pour les articles homonymes, voir Sept Merveilles du monde (homonymie).
Pour plus de détails, voir Fiche technique et Distribution.
Les Sept Merveilles du monde (Cross Country Detours) est un dessin animé américain de la série Merrie Melodies, réalisé par Tex Avery sur un scénario de Rich Hogan, et sorti en 1940.

## Synopsis
Un narrateur parle des merveilles de la nature aux États-Unis à travers plusieurs sketchs.
1. Il commence par le parc national de Yosemite en Californie. Il parle de la façon dont les touristes nourrissent toujours la faune. Un homme donne un sandwich à un ours, puis l'ours frappe l'homme sur la tête et dit : « Écoute, idiot ! Tu ne sais pas lire ? pointant vers un panneau "Ne pas nourrir les ours".
2. Comme le dit le narrateur, "Bonjour, cerf", un cerf se dresse sur ses pattes arrière et dit en imitant  Mae West, "Bonjour grand garçon!" . Le sel du gag est qu'en argot américain un Stag Film (littéralement "film de cerf") signifie un film pornographique artisanal, tel qu'on en projetait dans les visionneuses à pièces de monnaie pour spectateur unique ou les baraques foraines dans les premiers temps du cinéma. Aux USA à l'époque , toute allusion à un cerf , animal bruyant et agité en période de rut avait une connotation grivoise...et la grivoiserie assumée était récurrente dans les dialogues de Mae West.
3. Un scoutmaster emmène ses troupes dans les toilettes d'une station-service. Le narrateur raconte à quel point les gens négligents oublient souvent d'éteindre leurs cigarettes ou leurs cigares, ce qui peut provoquer des incendies de forêt. Un garde forestier en repère un et va jusqu'au bout pour le ramasser avant de le fumer lui-même.
4. Le narrateur décrit des formations rocheuses naturelles, dont l'une ressemble à une bouche avec une dent en or.
5. En Alaska, le narrateur raconte comment l'épais pelage et la couche de graisse d'un ours polaire le gardent au chaud pendant les rudes climats hivernaux. L'ours polaire dit: "Je me fiche de ce que vous dites, j'ai froid."
6. Le narrateur raconte à quel point les chiens esquimaux sont heureux de vivre en Alaska, à l'exception de celui qui veut aller en Californie.
7. De retour aux États-Unis, un lynx se prépare à bondir sur un adorable bébé caille et à le manger, mais il ne peut se résoudre à le faire.
8. Dans un étang local où résident de nombreuses grenouilles, le narrateur dit: "Ici, nous avons un gros plan d'une grenouille qui coasse." La grenouille sort alors un pistolet et se suicide en se tirant une balle dans la tête.(En Slang , l'argot américain le verbe to croak -croasser- signifie mourir - Clamser en argot francophone .) Des excuses du théâtre pour le jeu de mots sont présentées.
9. Le chien esquimau de tout à l'heure court toujours.
10. Au Nouveau-Mexique, un lézard perd sa peau, ce qui se déroule comme un strip-tease dans lequel une barre de censure apparaît avant que ses seins ne soient exposés. D'après l'ouvrage de référence de Patrick Brion sur Tex Avery , cette séquence osée est l'oeuvre de l'animateur Preston Blair , très sensible à la beauté féminine . Il fut également l'auteur des diverses incarnations de "red" la vamp sexy qui incarne un Petit chaperon rouge très sexy (Red-hot riding hood) ou une Cendrillon aux formes divines (Swing Shift Cinderella). Toujours d'après ce même livre, Preston Blair fit carrément venir une strip teaseuse professionnelle au studio pour filmer son numéro et le transposer  , par le procédé du Rotoscope , en une séquence dessinée où un lézard femelle fait sa mue au son d'une musique langoureuse.
11. Le narrateur dit que la prochaine histoire est très horrible et qu'il divisera l'écran en deux moitiés. Du côté des adultes, un monstre Gila grogne et grogne constamment, et du côté des enfants, une petite fille récite "Mary Had a Little Lamb". Après avoir été interrompue par le monstre Gila, elle grogne en retour, le faisant fuir.
12. Au Grand Canyon, un randonneur tente de faire un écho, mais rien ne se passe. Alors finalement, il crie à tue-tête et la voix d'une téléphoniste dit "Je suis désolée, ils ne répondent pas".
13. Le husky réapparaît et le narrateur remarque à quel point il doit être déterminé.
14. Il parle du fleuve Colorado, et certains castors créent un barrage géant qui ressemble à l'homme.
15. Enfin, le husky épuisé se dirige vers la Californie où il se précipite dans la forêt de Redwood et déclare : "Des arbres, des milliers et des milliers d'arbres, et ils sont à moi, tous à moi !" (Il s'agit d'un gag récurrent chez Tex Avery où les chiens sont obsédés par l'envie de lever la patte pour uriner sur un arbre. Dans un autre opus de la série on voit un chien plongé dans la lecture d'un roman intitulé A tree grows in Podunk (traduction libre: Un arbre pousse à Plouc-ville), qui est une parodie d'un best-seller de l'époque intitulé A tree grows in Brooklyn de la romancière à succès Betty Smith , adapté à l'écran par Elia Kazan.

## Fiche technique
- Réalisation : Tex Avery
- Scénario : Rich Hogan
- Production : Leon Schlesinger Studios
- Musique originale : Carl W. Stalling
- Montage et technicien du son : Treg Brown (non crédité)
- Durée : 10 minutes
- Pays de production :  États-Unis
- Langue : anglais
- Distribution : 1940 : Warner Bros. Pictures
- Format : 1,37 :1 Technicolor Mono
- Date de sortie : 
  - États-Unis : 16 mars 1940[1]

## Censure
Sur Cartoon Network et sa chaîne sœur Boomerang, la partie entière dans laquelle une grenouille se tire une balle  dans la tête après que le narrateur dit: «Ici, nous avons un gros plan d'une grenouille en train de croasser» (here we have a close shot of a frog croaking en V.O)., suivie d'une lecture d'une  carte-annonce  de théâtre  selon laquelle la direction n'est pas responsable du fait que le jeu de mots déroutant (Cf Supra, le verbe to croak -croasser- a aussi le sens de "clamser" ou "crever" en Slang , l'Argot américain) a été coupé  pour supprimer la grenouille en train de se tirer une balle  dans la tête, en laissant la ligne "grenouille de grenouille" suivie d'une coupure au moment de   la carte-annonces de gestion du théâtre, ce qui rendait évident que quelque chose était coupé.

## Animateurs
- Robert Cannon
- Virgil Ross (non crédité)
- Charles McKimson (non crédité)
- John Didrik Johnsen (décors) (non crédité)

## Musique
- Carl W. Stalling, directeur de la musique
- Milt Franklyn, orchestration (non crédité)